# بیلی چپمن
بیلی چپمن (انگلیسی: Billy Chapman; ۲۱ سپتامبر ۱۹۰۲ – ۲ دسامبر ۱۹۶۷) بازیکن فوتبال اهل بریتانیا بود.
از باشگاه‌هایی که در آن بازی کرده‌است می‌توان به باشگاه فوتبال شفیلد ونزدی و باشگاه فوتبال منچستر یونایتد اشاره کرد.